# 乌底河
乌底河，位于中华人民共和国黑龙江省北部黑河市逊克县境内，是逊毕拉河右岸的一条支流。发源于逊克县南部小兴安岭山脉大寿山北坡，蜿蜒向东北流，至松树沟乡二龙村与兴亚村之间汇入逊毕拉河。河流全长88千米，河道比降4‰，流域面积1029平方千米，畅流期平均流量16.8立方米每秒，年均径流量1.9亿立方米。乌底河属于典型的山溪性河流。乌底河源头及右岸山地林木茂盛，左岸地势较平缓，土地肥沃，适于农耕。